# Бринковенешть (комуна)
Бринковенешть, Бринковенешті (рум. Brâncovenești) — комуна у повіті Муреш в Румунії. До складу комуни входять такі села (дані про населення за 2002 рік):
- Ідічел-Педуре (613 осіб)
- Ідічел (479 осіб)
- Бринковенешть (1716 осіб) — адміністративний центр комуни
- Веленій-де-Муреш (1304 особи)
- Секалу-де-Педуре (406 осіб)

Комуна розташована на відстані 288 км на північ від Бухареста, 37 км на північний схід від Тиргу-Муреша, 88 км на схід від Клуж-Напоки, 148 км на північний захід від Брашова.

## Населення
За даними перепису населення 2002 року у комуні проживали 4518 осіб.
Національний склад населення комуни:
| Національність            | Кількість осіб | Відсоток |
| ------------------------- | -------------- | -------- |
| угорці                    | 2256           | 49,9%    |
| румуни                    | 2080           | 46,0%    |
| цигани                    | 179            | 4,0%     |
| росіяни-липовани          | 1              | < 0,1%   |
| не вказали національність | 2              | < 0,1%   |

Рідною мовою назвали:
| Мова                  | Кількість осіб | Відсоток |
| --------------------- | -------------- | -------- |
| угорська              | 2254           | 49,9%    |
| румунська             | 2133           | 47,2%    |
| циганська             | 127            | 2,8%     |
| німецька              | 1              | < 0,1%   |
| російська             | 1              | < 0,1%   |
| не вказали рідну мову | 2              | < 0,1%   |

Склад населення комуни за віросповіданням:
| Релігія            | Кількість осіб | Відсоток |
| ------------------ | -------------- | -------- |
| реформати          | 2226           | 49,3%    |
| православні        | 2108           | 46,7%    |
| адвентисти         | 95             | 2,1%     |
| римо-католики      | 69             | 1,5%     |
| греко-католики     | 6              | 0,1%     |
| бретрени           | 3              | 0,1%     |
| унітарії           | 1              | < 0,1%   |
| не вказали релігію | 7              | 0,2%     |